# Iwajło Filew
Iwajło Filew (bułg. Ивайло Филев; ur. 1 maja 1987 w Isperichu) – bułgarski sztangista, mistrz Europy i brązowy medalista mistrzostw świata.

## Kariera
Największy sukces osiągnął w 2007 roku, kiedy na mistrzostwach Europy Tel Awiwie zdobył złoty medal w wadze piórkowej (do 62 kg). W zawodach tych wyprzedził Stanisłaua Czadowicza z Białorusi oraz swego rodaka, Stojana Enewa. Był też między innymi trzeci na rozgrywanych w 2007 roku mistrzostwach świata w Chiang Mai, osiągając 301 kg w dwuboju. Lepsi okazali się tam jedynie Chińczyk Yang Fan oraz Im Yong-su z Korei Północnej. Blisko podium znalazł się podczas mistrzostw świata we Wrocławiu w 2013 roku, gdzie skończył rywalizację na piątej pozycji. Nigdy nie wystąpił na igrzyskach olimpijskich.